# Хаккер, Катрин
Катрин Хаккер (нем. Kathrin Haacker; род. 3 апреля 1967, Висмар, Росток) — немецкая гребчиха, выступавшая за сборные ГДР и объединённой Германии в 1980-х и 1990-х годах. Чемпионка летних Олимпийских игр в Сеуле, обладательница бронзовой медали Олимпиады в Барселоне, двукратная чемпионка мира, победительница многих регат национального и международного значения.

## Биография
Катрин Хаккер родилась 3 апреля 1967 года в городе Висмар, ГДР. Проходила подготовку в Берлине в столичном спортивном клубе «Динамо».
Первого серьёзного успеха на взрослом международном уровне добилась в сезоне 1986 года, когда вошла в основной состав восточногерманской национальной сборной и побывала на чемпионате мира в Ноттингеме, откуда привезла награду бронзового достоинства, выигранную в зачёте распашных безрульных двоек.
В 1987 году в той же дисциплине стала серебряной призёркой на мировом первенстве в Копенгагене, уступив в финале только экипажу из Румынии.
Благодаря череде удачных выступлений удостоилась права защищать честь страны на летних Олимпийских играх 1988 года в Сеуле — в составе команды, куда также вошли гребчихи Аннегрет Штраух, Юдит Цайдлер, Уте Вильд, Аня Клуге, Беатрикс Шрёэр, Уте Штанге, Рамона Бальтазар и рулевая Даниэла Нойнаст, заняла в женских восьмёрках первое место, завоевав тем самым золотую олимпийскую медаль. За это выдающееся достижение по итогам сезона была награждена орденом «За заслуги перед Отечеством» в золоте.
В 1989 году в безрульных двойках одержала победу на чемпионате мира в Бледе.
На мировом первенстве 1990 года в Тасмании получила бронзу в программе безрульных четвёрок.
После объединения ГДР и ФРГ вошла в состав гребной сборной Германии и продолжила принимать участие в крупнейших международных регатах. Так, в 1991 году в безрульных четвёрках выиграла бронзовую медаль на чемпионате мира в Вене.
В 1992 году отправилась выступать на Олимпийских играх в Барселоне и выиграла бронзовую медаль в зачёте восьмёрок — здесь её экипаж опередили гребчихи из Канады и Румынии. За это достижение удостоилась высшей спортивной награды Германии «Серебряный лавровый лист».
На чемпионате мира 1993 года в Рачице получила бронзовую награду в восьмёрках.
В 1994 году была лучшей в восьмёрках на мировом первенстве в Индианаполисе.
Находясь в числе лидеров немецкой национальной сборной, благополучно прошла отбор на Олимпийские игры 1996 года в Атланте, однако на сей раз попасть в число призёров не смогла — финишировала в программе безрульных двоек четвёртой, остановившись в шаге от призовых позиций.
Последний раз выступала на профессиональном уровне в сезоне 1997 года, когда в восьмёрках выиграла две серебряные медали на этапах Кубка мира в Мюнхене и Люцерне, а также заняла пятое место на чемпионате мира в Эгбелете. Вскоре по окончании этих соревнований приняла решение завершить спортивную карьеру.